# Marie Smith Jones
Marie Smith Jones (Cordova, Alasca, 14 de maio de 1918 - Anchorage, 21 de janeiro de 2008) foi a última falante ativa da língua eyak, uma língua do Alasca.
O seu nome em eyak era Udach' Kuqax*a'a'ch, que significava um som que chama por nós desde longe. 
Filha de um marinheiro, Marie Jones (o seu nome de solteira) trabalhou desde os 12 anos numa fábrica de embalagem de conservas. Casou com um marinheiro, William F. Smith, em 5 de maio de 1948, falante unicamente de inglês e teve nove filhos, dos quais lhe sobreviveriam sete. Porém, nenhum deles aprendeu a falar o eyak. Na década de 1970 mudou-se para Anchorage, e deixou de ter contacto com o ambiente de poucos falantes de eyak que restavam. Em 1990 faleceu o seu último irmão, e desde então não voltou a ter contacto com falantes nativos de eyak, e falou a sua língua unicamente com linguistas.
Durante os últimos anos dedicou-se ao trabalho de guardar e registar a língua eyak ao linguista Michael Krauss, que é o autor do dicionário e da gramática de eyak. Também se dedicou a causas ecologistas, de proteção do meio ambiente do Alasca, e de reivindicação das línguas e culturas indígenas da América do Norte, motivo que a levou a falar nas Nações Unidas por duas ocasiões. Morreu de causas naturais com 89 anos.
Foi nomeada chefe de honra dos eyak, e era a última pessoa com sangue completamente eyak.